# دلسن-استكوم
دِلسِن-استُكوم هي بلدية تقع في بلجيكا مقاطعة لِمبُرخ.

## أعلام
- جاكي ماتيسن